# Changwon LG Sakers
O Changwon LG Sakers é um clube profissional de basquetebol sul-coreano sediado em Changwon, Coreia do Sul. A equipe disputa a Korean Basketball League.

## História
Foi fundado em 1997.